# Hans-Busch-Institut

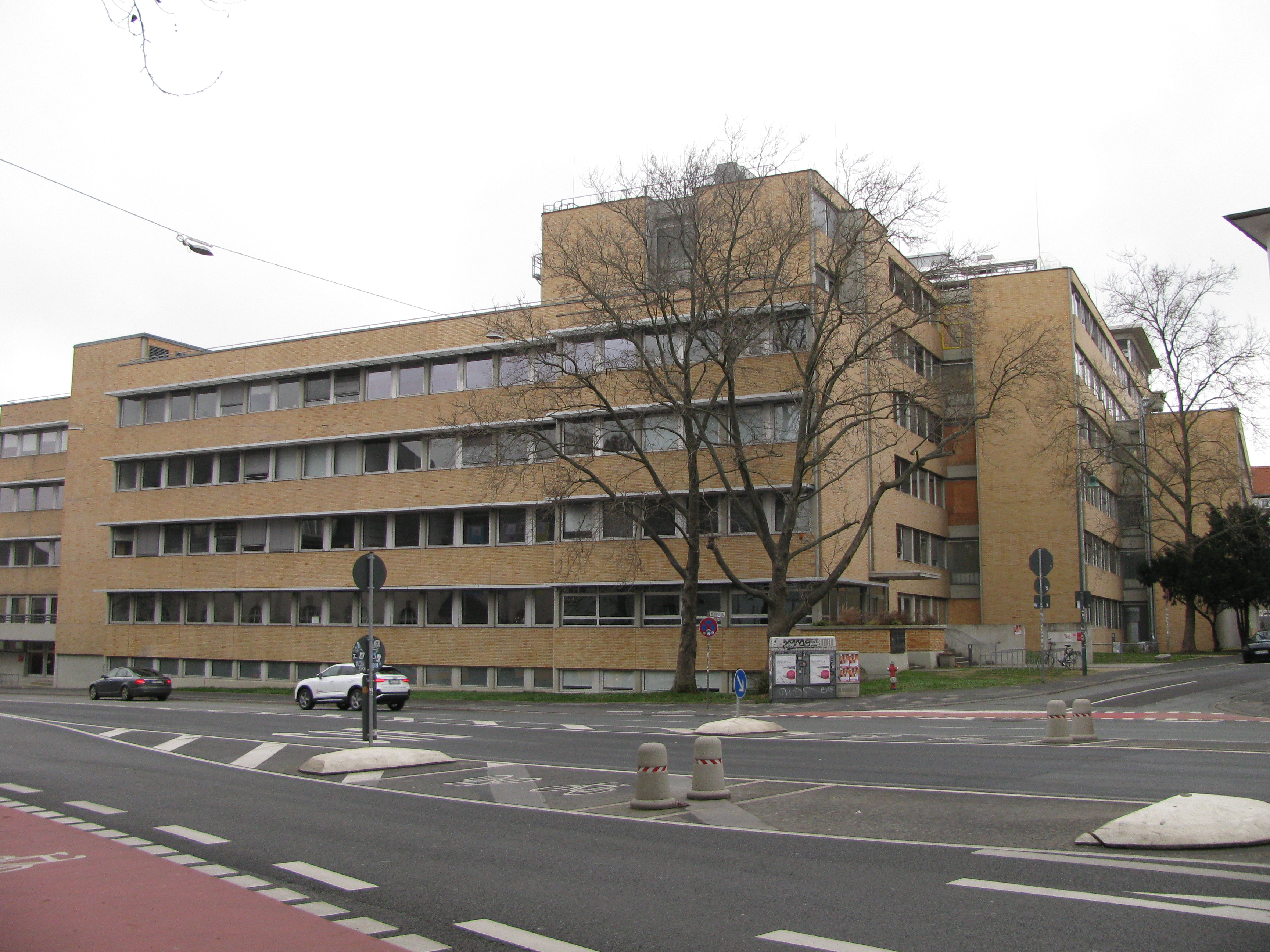
Hans-Busch-Institut (2024)

Das Hans-Busch-Institut ist ein Bauwerk in Darmstadt.

## Geschichte und Beschreibung
Das Hans-Busch-Institut wurde nach dem Physiker Hans Busch benannt.
Das Bauwerk wurde in den Jahren 1969 bis 1973 nach Plänen der Architekten Ernst Neufert und Wolfgang Rösel erbaut.
Erbaut wurde das Gebäudeensemble auf einem abgeräumten Quartier der im Zweiten Weltkrieg zerstörten Darmstädter Altstadt.
In dem Gebäude residiert der Fachbereich Elektrotechnik und Informationstechnik. 
Seit dem Jahre 2014 steht das im Bauhausstil errichtete Bauwerk unter Denkmalschutz.
In den 2010er-Jahren wurden die Fassaden des Bauwerks denkmalgerecht saniert. Das Architekturbüro Eßmann, Gärtner und Nieper plante den Umbau und die Sanierung.
Die Baumaßnahme wurde im Jahre 2016 abgeschlossen.
Die Optik des Bauwerks wurde weitgehend erhalten.
Typische Stilelemente sind:
- horizontal gegliederte gelbe Klinkerfassade
- Flachdach auf dem Institutsgebäude
- extrem dünnes wellenförmiges Dach in Spannbeton-Schalenbauweise auf dem südöstlichen Gebäudetrakt
- im Inneren dominieren grauer Beton, glatte weiß verputzte Wände und Eichenholz

Anlässlich des Abschlusses der Sanierung des Hans-Busch-Instituts fand am „Tag der Architektur“ ein „Tag der offenen Tür“ statt.